# BR-499
A BR-499, também nomeada de Rodovia Historiador Osvaldo Henrique Castello Branco, é uma rodovia federal de ligação brasileira que se encontra no município de Santos Dumont, Minas Gerais. Tem 19,9 km de extensão total, incluindo o trecho planejado, e liga o centro da cidade de Santos Dumont à Fazenda Cabangu, local onde nasceu o aviador Santos Dumont, e que hoje abriga o Museu de Cabangu. Por este motivo, a BR-499 é uma rodovia de caráter bastante peculiar para os padrões brasileiros, tal como a BR-488, localizada em Aparecida (SP).